# 贴现
贴现，也称为折现、票贴或票据贴现（英語：discounting），是指将未来的货币转换成当前货币的实际价值，与累积恰好是相反的概念和过程。贴现也就是折合成现在的价值。

## 概述
票据贴现是持票人在需要资金时，将其收到的未到期承兑汇票，经过背书转让给银行，先向银行贴付利息，银行以票面余额扣除贴现利息后的票款付给收款人，汇票到期时，银行凭票向承兑人收取现款。就客户而言，贴现即贴息取现。一般地讲，用于贴现的商业汇票主要包括商业承兑汇票和银行承兑汇票两种。
一般而言，票据贴现可以分为三种，分别是贴现、转贴现和再贴现。还可以根据票据的不同分为银行票据贴现、商业票据贴现、债券及国库券贴现三种。

## 申请票据贴现的条件
申请票据贴现的单位必须是具有法人资格或实行独立核算、在银行开立有基本帐户并依法从事经营活动的经济单位。贴现申请人应具有良好的经营状况，具有到期还款能力，贴现申请人持有的票据必须真实，票式填写完整、盖印、压数无误，凭证在有效期内，背书连续完整。贴现申请人在提出票据贴现的同时，应出示贴现票据项下的商品交易合同原件并提供复印件或其它能够证明票据合法性的凭证，同时还应提供能够证明票据项下商品交易确已履行的凭证（如发货单、运输单、提单、增值税发票等复印件）。

## 票据贴现和发放贷款的异同
票据贴现和发放贷款，都是银行的资产业务，都是为客户融通资金，但二者之间却有许多差别。
1. 资金流动性不同。由于票据的流通性，票据持有者可到银行或贴现公司进行贴现，换得资金。一般来说，贴现银行只有在票据到期时才能向付款人要求付款，但银行如果急需资金，它可以向中央银行再贴现。但贷款是有期限的，在到期前是不能回收的。
2. 利息收取时间不同。贴现业务中利息的取得是在业务发生时即从票据面额中扣除，是预先扣除利息。而贷款是事后收取利息，它可以在期满时连同本金一同收回，或根据合同规定，定期收取利息。
3. 利息率不同，票据贴现的利率要比贷款的利率低，因为持票人贴现票据目的是为了得到现在资金的融通，并非没有这笔资金。如果贴现率太高，则持票人取得融通资金的负担过重，成本过高，贴现业务就不可能发生。
4. 资金使用范围不同。持票人在贴现了票据以后，就完全拥有了资金的使用权，他可以根据自己的需要使用这笔资金，而不会受到贴现银行和公司的任何限制。但借款人在使用贷款时，要受到贷款银行的审查、监督和控制，因为贷款资金的使用情况直接关系到银行能否很好地回收贷款。
5. 债务债权的关系人不同。贴现的债务人不是申请贴现的人而是出票人即付款人，遭到拒付时才能向贴现人或背书人追索票款。而贷款的债务人就是申请贷款的人，银行直接与借款人发生债务关系。有时银行也会要求借款人寻找保证人以保证偿还款项，但与贴现业务的关系人相比还是简单的多。
6. 资金的规模和期限不同。票据贴现的金额一般不太大，每笔贴现业务的资金规模有限，可以允许部分贴现。票据的期限较短，一般为2-4个月。然而贷款的形式多种多样，期限长短不一，规模一般较大，贷款到期的时候，经银行同意，借款人还可继续贷款。

票据贴现可以使一部分闲散资金拥有者互相利用，共获利益。故贴现在货币市场活动中处于中心地位。票据贴现市场与其他市场相比较，有许多特殊的优点。对银行来说，贴现银行可获得如下利益：利息收益较多；资金收回较快；资金收回较安全等。对于贴现企业，通过贴现可取得短期融通资金。
银行在贴现票据时，贴现付款额的计算公式如下：
银行贴现付款额 = 票据面额 × [ 1 - 年贴现率 × (贴现后到期天数/365 天) ]